# Pehar Gyalpo

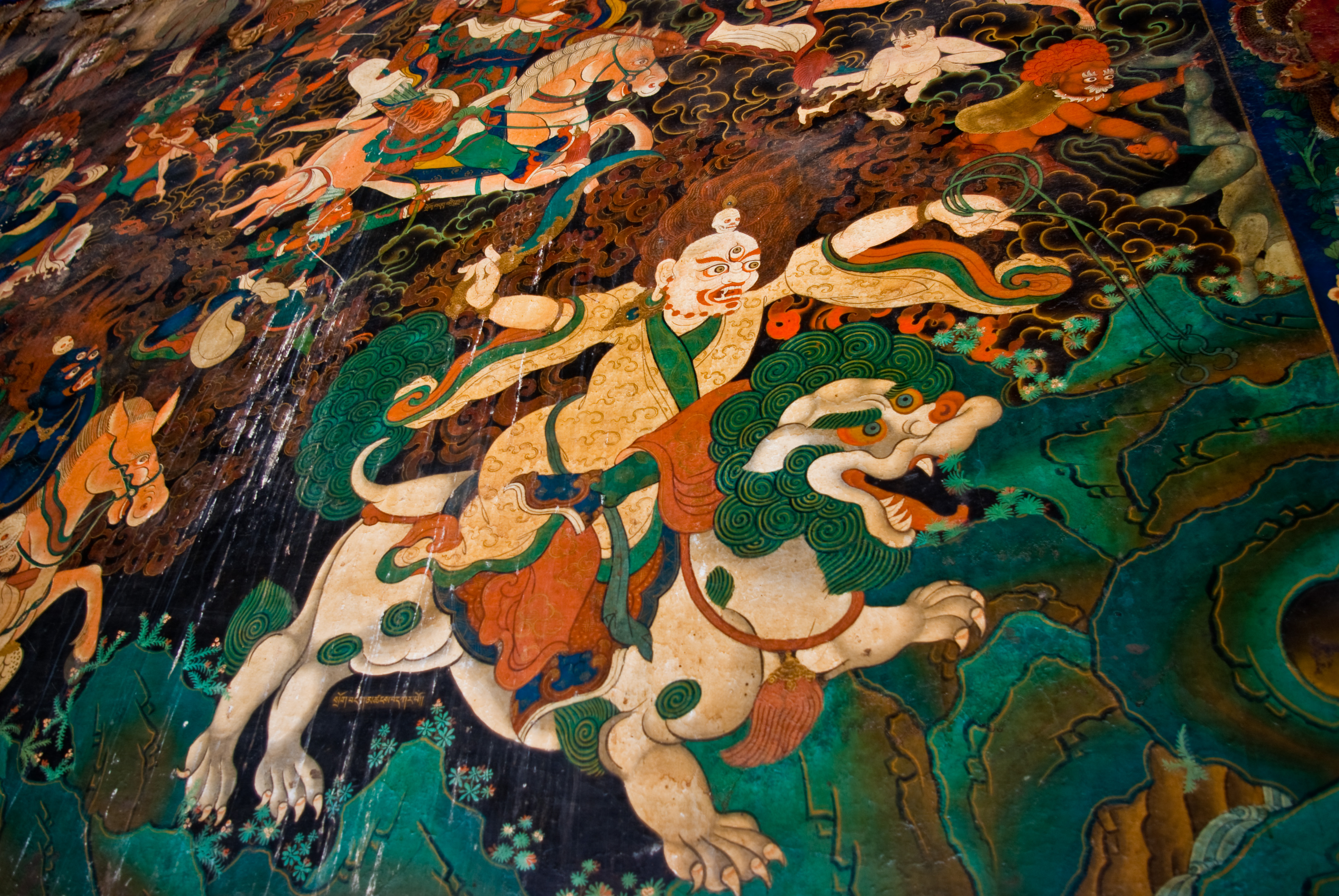
Pehar sur un lion des neiges, Nechung

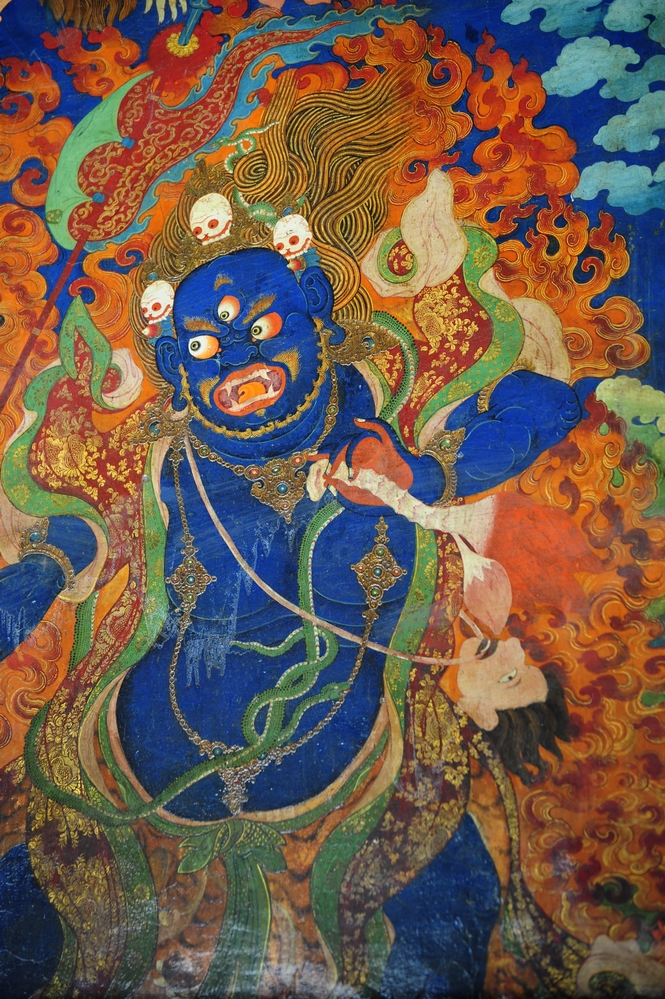
Représentation de Pehar Gyalpo au monastère de Nechung, Tibet

Pehar Gyalpo (tibétain : རྒྱལ་པོ་དཔེ་ཧར, Wylie : rgyal po dpe har, THL : Pehar Gyalpo ; également translittéré : pe kar ou dpe dkar) est la déité s’exprimant par l’oracle de Nechung, l’un des esprits soumis par Padmasambhava, qui l’aurait nommé chef des protecteurs de Samye. Plusieurs centaines d’années plus tard, le 5e dalaï-lama lui aurait demandé de devenir le protecteur de Nechung et des Gelugpa. Il se serait alors installé dans la région de ce monastère dépendant de Drepung, remplacé à Samye par l’esprit Tsiu Marpo. Chez les Gelugpa (bonnets jaunes), il est également connu sous le nom de Dorjé Drakden.